# 꿀빨기새상과
꿀빨기새상과(Meliphagoidea)는 참새목 참새아목에 속하는 조류 상과의 하나이다. 작은 새부터 중간 크기까지 오스트레일리아 태평양 지역에 분포하는 방대하고 다양한 종류의 명금류를 포함하고 있다. 오스트레일리아 대륙에 가장 많은 속과 종이 풍부하게 서식한다.

## 하위 과
- 요정굴뚝새과 (Maluridae)
- 수염솔새과 (Dasyornithidae)
- 오스트레일리아솔새과 (Acanthizidae)
- 꿀빨기새과 (Meliphagidae)
- incertae sedis
  - 보석새과 (Pardalotidae)
  - 가시부리새속 (Acanthorhynchus)